# Корупційне правопорушення

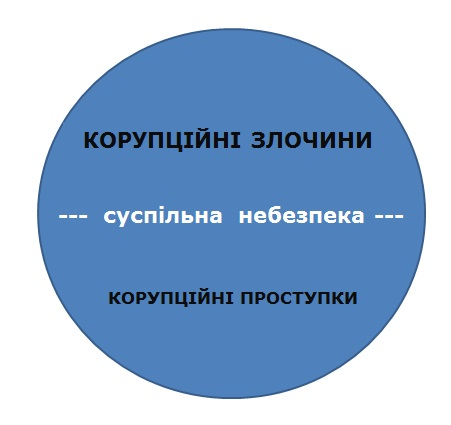
Поділ корупційних правопорушень за ступенем суспільної небезпеки відповідно до Закону України «Про запобігання корупції»

Корупційне правопорушення — діяння, що містить ознаки корупції, вчинене особою, зазначеною у частині першій статті 3 цього Закону, за яке законом встановлено кримінальну, дисциплінарну та/або цивільно-правову відповідальність.
Відповідно до ст. 1 Закону України «Про запобігання корупції» (Відомості Верховної Ради (ВВР), 2014, № 49, ст.2056) «корупційне правопорушення — діяння, що містить ознаки корупції, вчинене особою, зазначеною у частині першій статті 3 цього Закону, за яке законом встановлено кримінальну, дисциплінарну та/або цивільно-правову відповідальність».
Отже суб'єктами які можуть вчинити, а відповідно, бути притягнутими до відповідальності за корупційне правопорушення відповідно до ст. 3 ЗУ «Про запобігання корупції» можуть бути наступні категорії осіб: посадові особи органів державної влади, особи яким делеговані повноваження органів державної влади або надають послуги що оплачуються за рахунок державних коштів, а також особи фізичні особи, які що здійснюють діяльність, пов'язану із запобіганням, протидією корупції.
Фактично ми маємо справу з появою нового терміна в антикримінальному законодавстві України.
Також в ст. 1 ЗУ «Про запобігання корупції» надається визначення ще одній інноваційній дефініції «правопорушення, пов'язане з корупцією — діяння, що не містить ознак корупції, але порушує встановлені цим Законом вимоги, заборони та обмеження, вчинене особою, зазначеною у частині першій статті 3 цього Закону, за яке законом встановлено кримінальну, адміністративну, дисциплінарну та/або цивільно-правову відповідальність».
Таким чином новий ЗУ «Про запобігання корупції» не просто створює юридичне підґрунтя для діяльності державних органів, щодо запобігання корупції, а вносить значні зміни в систему українського права.
Для того щоб розібратись у тому яку роль має запровадження в законодавство України норм що визначають таке явище, як «корупційне правопорушення» слід перш за все звернутись до норм Основного закону України. Так, ст. 22. Конституції України затверджує, що «при прийнятті нових законів або внесенні змін до чинних законів не допускається звуження змісту та обсягу існуючих прав і свобод», а ст. 58. Конституції України визначає, що «закони та інші нормативно-правові акти не мають зворотної дії в часі, крім випадків, коли вони пом'якшують або скасовують відповідальність особи», більше того, відповідно до ст. 58. Конституції України «ніхто не може відповідати за діяння, які на час їх вчинення не визнавалися законом як правопорушення».
І в контексті конституційних норм, не зовсім зрозуміло як співвідносяться наведені визначення з нормами Розділу XVII Кримінального кодексу України (Відомості Верховної Ради України (ВВР), 2001, № 25-26, ст.131) «Злочини у сфері службової діяльності та професійної діяльності, пов'язаної з наданням публічних послуг» та Глави 13-А Кодексу України про адміністративні правопорушення (Відомості Верховної Ради Української РСР (ВВР) 1984, додаток до № 51, ст.1122) «Адміністративні правопорушення, пов'язані з корупцією».
Більше того, яке місце корупційне правопорушення посідає в системі норм які вже існують в законодавстві України. Нині визначення окремих видів правопорушень (злочинів та проступків) наведено в ряді нормативних актів: у Кримінальному кодексі України, ст. 11; у Кодексі України про адміністративні правопорушення, ст. 9; у Митному кодексі України Стаття 458. Також іде робота з запровадження в законодавство України такої дефініції як «кримінальний проступок» в Кримінальному процесуальному кодексі України (Відомості Верховної Ради України (ВВР), 2013, № 9-10, № 11-12, № 13, ст.88), міститься Глава 25. Особливості досудового розслідування кримінальних проступків. Слід наголосити що навіть деякі конструкції побудови термінів є нелогічними філологічними покручами, а інколи навіть абсурдними з точки зору права.
В той же час слід згадати з чого все починалось. В Рішенні Ради національної безпеки і оборони України від 15 лютого 2008 року «Про хід реформування системи кримінальної юстиції та правоохоронних органів» було закладено концептуальний підхід до явища, яке отримало назву «кримінальні (підсудні) проступки». Його фундатори виходили з наступних положень, що це 1) окремі діяння, що за чинним Кримінальним кодексом України відносяться до злочинів невеликої тяжкості, які відповідно до політики гуманізації кримінального законодавства визначатимуться законодавцем такими, що не мають значного ступеня суспільної небезпеки; 2) передбачені чинним Кодексом України про адміністративні правопорушення діяння, які мають судову юрисдикцію і не є управлінськими (адміністративними) за своєю суттю (дрібне хуліганство, дрібне викрадення чужого майна тощо).
Фактично мова йшла про виправлення старої радянської системи, за якою, як бачимо, правопорушення були поділені хибно на дві великі групи: 1) злочини (і сюди віднесені ті дії, які в інших країнах не караються настільки жорстоко, як в країнах пост-радянського простору, та 2) адміністративні правопорушення, які по своїй суті не є управлінськими (адміністративними), а є проступками, що вчиняються в різних сферах суспільно-економічного життя, і також не розглядаються в судовому порядку.
Певні кроки, щодо вдосконалення законодавства Парламент та Уряд звісно робили протягом всього періоду розбудови незалежної України. Прийнято новий, прогресивний Кримінальний кодекс (2001), Митний кодекс України (2002), та ряд інших нормативних актів. Навіть Кримінальний процесуальний кодекс України (2013), в цілому можна вважати таким, що відповідає європейським стандартам, за виключенням деяких моментів. Але інерція радянського і навіть імперського періоду давала і продовжує даватись взнаки. Приміром за 10 років митні правила зазнали таких змін що у 2012 р. було прийнято новий Митний кодекс України.
Також в Україні створено Єдиний державний реєстр осіб, що скоїли корупційні правопорушення. Інформація надається за запитом у вигляді довідки [Архівовано 9 липня 2021 у Wayback Machine.].
Отже для того щоб розібратись у грі слів, концепцій, думок і поглядів, необхідно розглянути деякі базові основоположні поняття, бо інакше ми заплутаємось у розмаїтті висловлювань та термінів, а право, як відомо, точна наука, бо кожна помилка в законі дуже дорого коштує і країні і її громадянам.
Зважаючи на те що в теорії права, яка базується на постулатах римського права дається чітке визначення правопорушення, делікт (від лат. delictum — правопорушення, провина) — це неправомірне (протиправне, те, що суперечить закону) суспільно-небезпечне або суспільно-шкідливе, винне діяння (дія чи бездіяльність) деліктоздатної особи, за вчинення якого особа може бути притягнута до юридичної відповідальності. Головними умовами для того, щоб суб'єкт, який вчинив протиправне діяння був притягнутий до відповідальності, є дві складові. По-перше, такі дії повинні кваліфікуватись законом, як правопорушення (злочин або проступок). По-друге суб'єкт має бути деліктоздатним.
Делікт (правопорушення) за ступенем суспільної небезпеки поділяється на злочини та проступки. Наголосимо, що мова йде про вертикальний поділ правопорушень. Саме ступінь суспільної небезпеки є наріжним каменем їх поділу на злочини і проступки. Проступки характеризуються шкідливістю діяння. Тобто це дії, які завдають шкоду суспільній моралі, довкіллю, здоров'ю. Наприклад куріння дорослих у громадських місцях — погано впливає на формування моральних якостей підлітків, шкодить довкіллю, негативно впливає на здоров'я оточуючих. Злочини характеризуються небезпечністю діяння. Тобто це дії, які становлять суспільну небезпеку і залежно від ступеня тяжкості злочини поділяються на злочини невеликої тяжкості, середньої тяжкості, тяжкі та особливо тяжкі.
Повертаючись до суб'єкту відповідальності за корупційне правопорушення, який так чітко визначений в ст. 1 ЗУ «Про запобігання корупції» У випадку корупційного правопорушення особа, яка буде нести відповідальність за його вчинення, апріорі деліктоздатна. Відповідно до п. 2 ч. 2 ст. 19 Закону України Про державну службу (Відомості Верховної Ради (ВВР), 2016, № 4, ст.43), «на державну службу не може вступити особа, яка в установленому законом порядку визнана недієздатною або дієздатність якої обмежена».
Таким чином дефініція корупційне правопорушення охоплює кримінальний та адміністративний прояв протиправної поведінки посадової особи органу державної влади та особи якій делеговані державницькі функції, в тому числі боротьбу з корупцією, за умови що об'єктивна і суб'єктивна сторони дії, або бездіяльності характеризуються отриманням неправомірної вигоди посадовою особою, або пов'язаними з нею особами.
Відповідальність за вчинення корупційного правопорушення також має певні особливості. Пов'язані з особливістю суб'єкта, який притягається до відповідальності. В цьому контексті посадові особи органів державної влади можуть бути притягнуті до дисциплінарної відповідальності, відповідно до статутів, які діють в органах державної влади. Також, як посадові особи органів державної влади, так і особи яким делеговані функції державної влади, залежно від ступеню суспільної небезпеки можуть притягатись до адміністративної або кримінальної відповідальності. Цивільно-правова відповідальність виражається в обов'язкові особи компенсувати нанесену її діями шкоду та сплатити відповідний штраф. А «за тяжкі та особливо тяжкі корисливі злочини, а також за злочини проти основ національної безпеки України та громадської безпеки незалежно від ступеня їх тяжкості» майно такої особи може бути конфісковано відповідно до ст. 59. КК України.
Таким чином запровадження в законодавство України корупційних правопорушень має велике значення як для теорії українського права, спонукаючи до перегляду постулатів галузевого права та приведення їх у відповідність з основами теорії права, так і практики застосування норм права під час притягнення особи до відповідальності, у відповідності до норм чинного законодавства.